# Heckler & Koch G11
El fusil de asalto Heckler & Koch G11 era un prototipo de fusil de asalto desarrollado durante las décadas de 1970 y 1980 por el ‘’Gesellschaft für Hülsenlose Gewehrsysteme’’(GSHG) (en alemán: "Sociedad de Sistemas para Fusiles sin Casquillo"), que es un conglomerado de compañías lideradas por el fabricante de armas de fuego Heckler & Koch (diseño mecánico del arma), Dynamit Nobel (composición de la munición y diseño del proyectil), y Hensoldt Wetzlar (sistemas ópticos y de identificación de blancos). El fusil se destaca por su forma prismática, color verde, y el uso de munición sin casquillo. Básicamente era un proyecto de Alemania Occidental, a pesar de que tenía también relevancia para los otros países de la OTAN. En efecto, ciertas versiones del G11 fueron incluidas en el programa norteamericano del Fusil de Combate Avanzado.
Lo más revolucionario era el empleo de munición sin casquillo, cuyo uso suponía teóricamente muchas ventajas. Después de años de pruebas, el Ejército Alemán (Bundeswehr) finalmente optó, en 1996, por el más clásico HK G36, por razones de coste e interoperabilidad con el cartucho estándar de la OTAN.
Al encapsular su munición en un propulsor químico en lugar de la típica carcasa de latón. El menor peso de la munición y mejoras realizadas indicaban que el fusil G11 era teóricamente más preciso y eficiente que cualquier fusil de su época. El G11 abandonó la munición con vaina tradicional por una bala 4,73 x 33 milímetros, desarrollada por Dynamit-Nobel. La nueva munición empleaba productos químicos propulsores, que formaban un bloque sólido alrededor de la bala. Se aligeraba la munición y aumentaba la cadencia de fuego al no tener que expulsar los casquillos. Combinando esta munición con un cierre rotativo accionada por gas y controlado por un sistema de amortiguación del retroceso el G11 prometía ser un gran arma. Además podía disparar tiro a tiro o totalmente automático, además para satisfacer a EEUU tenia un modo de ráfagas de tres disparos, con un único retroceso del cañón. La cadencia era asombrosa, puesto que podía llegar a disparar 33 balas por segundo.
Se gastaron millones de dólares en investigación y desarrollo, pero el arma nunca entró en servicio y pasó al olvido. De todos modos incluso si la guerra fría hubiera durado un poco más, es poco probable que el G11 se hubiera comprado debido a su complejidad mecánica, mala ergonomía y su altísimo coste.